# فهرست اهالی میسیسیپی

موقعیت میسیسیپی در نقشه آمریکا

این فهرست شامل افرادی است که در ایالت میسیسیپی آمریکا زاده شده یا در آن زندگی کرده‌اند.

پرچم میسیسیپی

## بازیگران
- مری آلیس (متولد ۱۹۴۱), بازیگر(ایندیانوولا، میسیسیپی)
- دانا اندروز (۱۹۰۹–۱۹۹۲), بازیگر(شهرستان کاوینگتون، میسیسیپی)
- فرد ارمیسن (متولد ۱۹۶۶), (هتیزبرگ، میسیسیپی)
- ویلی بست (۱۹۱۶–۱۹۶۲), بازیگر(سانفلاور، میسیسیپی)
- جیمی بوید (۱۹۳۹–۲۰۰۹), بازیگر(مک‌کام، میسیسیپی)
- جنیوا کار (متولد ۱۹۷۱), بازیگر(جکسون، میسیسیپی)
- فین کارتر (متولد ۱۹۶۰), بازیگر(گرینویل، میسیسیپی)
- لیسی چابرت (متولد ۱۹۸۲), بازیگر(پرویس، میسیسیپی)
- گری کالینز (هنرپیشه) (۱۹۳۸–۲۰۱۲), بازیگر (بیلاکسی، میسیسیپ)
- جان دای (۱۹۶۳–۲۰۱۱), بازیگر(ایمری، میسیسیپی)
- مری الیزابت الیس، بازیگر(لارل، میسیسیپی)
- جی.دی. اورمور (متولد ۱۹۶۸), بازیگر(گرینویل، میسیسیپی)
- روت فورد (هنرپیشه) (۱۹۱۱–۲۰۰۹), بازیگر(بروکهیون، میسیسیپی)
- مورگان فریمن (متولد ۱۹۳۷),برنده جایزه اسکار- بازیگر(چارلزتون، میسیسیپی)
- ام. سی. گینی (متولد ۱۹۴۸), بازیگر(جکسون، میسیسیپی)
- سینتیا گاری (متولد ۱۹۶۵), بازیگر(جکسون، میسیسیپی)
- گوین گوردن (هنرپیشه) (۱۹۰۱–۱۹۸۳)
- الی گرانت (متولد ۱۹۹۴), بازیگر(توپلوو، میسیسیپی)
- نیکی گریفن (متولد ۱۹۷۸), بازیگر(ویکسبرگ، میسیسیپی)
- گری گروبز (متولد ۱۹۴۹) (ایمری، میسیسیپی)
- بث هنلی (متولد ۱۹۵۲), بازیگر(جکسون، میسیسیپی)
- جیم هنسن (۱۹۳۶–۱۹۹۰) (گرینویل، میسیسیپی)
- شائونتی هینتون، بازیگر(استارکویل، میسیسیپی)
- تلما هیوستون (متولد ۱۹۴۳), بازیگر(لیلند، میسیسیپی)
- جیمز ارل جونز (متولد ۱۹۳۱), بازیگر
- رابرت ارل جونز (۱۹۱۰–۲۰۰۶), بازیگر(سناتوبیا، میسیسیپی)
- داین لد (متولد ۱۹۳۵), بازیگر(مریدیان، میسیسیپی)
- تام لستر (متولد ۱۹۳۸) (جکسون، میسیسیپی)
- جرالد مک‌رینی (متولد ۱۹۴۷), بازیگر(کالینز، میسیسیپی)
- پارکر پوزی (متولد ۱۹۶۸), بازیگر(لارل، میسیسیپی)
- بیه ریچاردز (۱۹۲۰–۲۰۰۰), بازیگر(ویکسبرگ، میسیسیپی)
- اریک رابرتس (متولد ۱۹۵۶), بازیگر(بیلاکسی، میسیسیپی)
- لری سمون (۱۸۸۹–۱۹۲۸) (وست پوینت، میسیسیپی)
- جیمی لین اسپیرز (متولد ۱۹۹۱) (مک‌کام، میسیسیپی)
- تیلور اسپریتلر (متولد ۱۹۹۳) (هتیزبرگ، میسیسیپی)
- استلا استیونز (متولد ۱۹۳۸), بازیگر(یازو سیتی، میسیسیپی)
- جیمز مایکل تیلور (متولد ۱۹۶۲) (وینونا، میسیسیپی)
- ری والستن (۱۹۱۴–۲۰۰۱), بازیگر(لارل، میسیسیپی)
- سلا وارد (متولد ۱۹۵۶), بازیگر (مریدیان، میسیسیپی)
- هتی وینستون (متولد ۱۹۴۵), بازیگر(گرینویل، میسیسیپی)

## فیلمسازان
- چارلز برنت (کارگردان) (متولد ۱۹۴۴) (ویکسبرگ، میسیسیپی)
- لارنس گوردون (تهیه‌کننده) (متولد ۱۹۳۶), تهیه‌کننده، جان‌سخت (یازو سیتی، میسیسیپی)
- تیت تیلور (متولد ۱۹۶۹) (جکسون، میسیسیپی)

## سیاستمداران
- رابرت اچ. آدامز (۱۷۹۲–۱۸۳۰), سناتور ایالات متحده (نچیز، میسیسیپی)[۱]
- جیمز ال. الکورن (۱۸۱۶–۱۸۹۴), فرماندار، سناتور ایالات متحده (فرایر پوینت، میسیسیپی)[۲]
- هیلی باربر (متولد ۱۹۴۷), فرماندار (یازو سیتی، میسیسیپی)[۳]
- ماریون باری (متولد ۱۹۳۶) (ایتا بنا، میسیسیپی)
- تئودور جی. بیلبو (۱۸۷۷–۱۹۴۷), فرماندار و سناتور ایالات متحده (پاپلارویل، میسیسیپی)[۴]
- مارشا بلکبرن (متولد ۱۹۵۲),نماینده مجلس ایالات متحده از تنسی (لارل، میسیسیپی)[۵]
- والکر بروک (۱۸۱۳–۱۸۶۹), سناتور ایالات متحده (ویکسبرگ، میسیسیپی)
- بلانچی بروس (۱۸۴۱–۱۸۹۸), سناتور ایالات متحده
- جوزف دبلیو. چلمرز (۱۸۰۶–۱۸۵۳), سناتور ایالات متحده (هالی اسپرینگز (میسیسیپی))
- تد کاکران (متولد ۱۹۳۷), سناتور ایالات متحده (پانتوتوک، میسیسیپی)
- جفرسون دیویس (۱۸۰۸–۱۸۸۹), سناتور ایالات متحده و رئیس جمهور ایالات مؤتلفه آمریکا (شهرستان وارن، میسیسیپی)
- جیمز ایستلند (۱۹۰۴–۱۹۸۶), سناتور ایالات متحده (سانفلاور، میسیسیپی)
- جیمز زد. جورج (۱۸۲۶–۱۸۹۷), سناتور ایالات متحده (کرلتن، میسیسیپی)
- گرگ هارپر (متولد ۱۹۵۶),نماینده مجلس ایالات متحده (جکسون، میسیسیپی)
- پت هریسون (۱۸۸۱–۱۹۴۱),نماینده مجلس ایالات متحده (کریستال اسپرینگز، میسیسیپی)
- دیوید هولمز (۱۷۶۹–۱۸۳۲), اولین فرماندار of Mississippi
- لوسیوس کیو. سی. لمار (۱۸۲۵–۱۸۹۳), سناتور ایالات متحده (آکسفورد، میسیسیپی)
- ترنت لات (متولد ۱۹۴۱), سناتور ایالات متحده (گرینیدا، میسیسیپی)
- انسلم جی. مک‌لورین (۱۸۴۸–۱۹۰۹), فرماندار (برندن، میسیسیپی)
- هرناندو پول (۱۸۳۹–۱۹۱۲), سناتور ایالات متحده (کرلتن، میسیسیپی)
- آلن نوننلی (متولد ۱۹۵۸), سناتور ایالتی (توپلوو، میسیسیپی)
- هیرام رودز رولوز (۱۸۲۷–۱۹۰۱), نخستین سیاهپوست سناتور ایالات متحده (شهرستان کلیبورن، میسیسیپی)
- جان سی. استنیس (۱۹۰۱–۱۹۹۵), سناتور ایالات متحده (دی کلب، میسیسیپی)
- ویلیام وی. سالیوان (۱۸۵۷–۱۹۱۸), نماینده مجلس ایالات متحده (وینونا، میسیسیپی)
- بنی تامسون (متولد ۱۹۴۸),نماینده مجلس ایالات متحده (بولتن، میسیسیپی)
- جیمز واردمن (۱۸۶۱–۱۹۳۰), فرماندار، سناتور ایالات متحده (شهرستان یالوبوشا، میسیسیپی)
- راجر ویکر (متولد ۱۹۵۱), سناتور ایالات متحده (پانتوتوک، میسیسیپی)
- توماس هیکمن ویلیامز (۱۸۰۱–۱۸۵۱), سناتور ایالات متحده (شهرستان پانتوتوک، میسیسیپی)

## دانشمندان و مخترعین
- فرد هایسه (متولد۱۹۳۳), مهندس، فضانورد (بیلاکسی، میسیسیپی)

## نویسندگان
- ویلیام فاکنر (۱۸۹۷–۱۹۶۲), برنده جایزه نوبل (نیو آلبانی، میسیسیپی)
- ریچارد فورد (متولد۱۹۴۴). برنده جایزه پولیتزر (جکسون، میسیسیپی)
- جان گریشام (متولد۱۹۵۵) (ساوتهیون، میسیسیپی)
- بری هانا (متولد ۱۹۴۲) (کلینتن، میسیسیپی)
- شارلین هریس (متولد ۱۹۵۱) (تونیکا، میسیسیپی)
- توماس هریس (متولد ۱۹۴۰) (شهرستان کواهوما، میسیسیپی)
- بث هنلی (متولد ۱۹۵۲) (جکسون، میسیسیپی)
- واکر پرسی (۱۹۱۶–۱۹۹۰) (گرینویل، میسیسیپی)
- لین اسپیرز (متولد ۱۹۵۵) (مک‌کام، میسیسیپی)
- کاترین استاکت (جکسون، میسیسیپی)
- دونا تارت (متولد ۱۹۶۳), (گرینوود، میسیسیپی)
- یودورا ولتی (۱۹۰۹–۲۰۰۱) (جکسون، میسیسیپی)
- تنسی ویلیامز (۱۹۱۱–۱۹۸۳) ([[کلمبوس، میسیسیپی
- ریچارد رایت (نویسنده) (۱۹۰۸–۱۹۶۰) (روکسی، میسیسیپی)